# Wiking (film 2022)
Wiking (ang. The Northman) – amerykański kostiumowy film akcji z 2022 roku w reżyserii Roberta Eggersa, przedstawiający historię życia skandynawskiego księcia Amletha, szukającego zemsty za śmierć swojego ojca, króla Aurvandila.
Światowa premiera filmu miała miejsce 1 kwietnia 2022 roku w Rzymie. W Polsce film wszedł na ekrany trzy tygodnie później – 22 kwietnia.

## Fabuła
Nastoletni książę Amleth, syn króla wikingów Aurvandila, zostaje świadkiem śmierci ojca. Króla zabija rodzony brat, książę Fjölnir. Amleth ucieka łodzią i poprzysięga zemstę. Po wielu latach, przy okazji napadu na jedną ze słowiańskich wiosek, wieszczka przypomina Amlethowi, że obiecał pomścić ojca, ocalić matkę i zamordować zdradzieckiego stryja. Bohater wyrusza na Islandię, gdzie mieszka Fjölnir, który ożenił się z matką Amletha i  ma z nią synów. W przygotowaniu zemsty pomaga mężczyźnie Słowianka Olga.

## Obsada
źródło:

- Alexander Skarsgård jako Amleth
  - Oscar Novak jako młody Amleth
- Nicole Kidman jako królowa Gudrún, matka Amletha
- Claes Bang jako Fjölnir, stryj Amletha
- Anya Taylor-Joy jako Olga
- Ethan Hawke jako król Aurvandill
- Willem Dafoe jako Heimir Szalony
- Gustav Lindh jako Thorir, starszy syn Fjölnira
- Elliott Rose jako Gunnar, młodszy syn Fjölnira
- Björk jako wieszczka
- Eldar Skar jako Finnr
- Phill Martin jako Hallgrimr
- Ingvar Eggert Sigurðsson jako czarownik
- Olwen Fouéré jako islandzka kapłanka
- Kate Dickie jako Halldora
- Ian Whyte jako mieszkaniec kopca
- Hafþór Júlíus Björnsson jako Thorfinnr
- Magne Osnes jako kapłan, przybrany ojciec Amletha
- Ralph Ineson jako kapitan Volodymyr
- Tadhg Murphy jako Eirikr
- Ian Gerard Whyte jako Thorvaldr
- Doa Barney jako Melkorka
- Katie Pattinson jako wojowniczka
- Murray McArthur jako Hákon
- Ineta Sliuzaite jako Walkiria

## Produkcja
Zdjęcia do filmu kręcone były między 3 sierpnia a 11 grudnia 2020 roku. Realizowano je, m.in. w takich miejscach, jak: Akureyri, Svínafellsjökull (Islandia), Bangor, Antrim, Ballymena (Irlandia Północna), Malin Head, Cliffoney (Irlandia).

## Odbiór

### Box office
Przy budżecie szacowanym na 70-90 mln dolarów Wiking  zarobił w USA i Kanadzie ponad 34 miliony, a w pozostałych krajach równowartość ponad 35 mln USD; łącznie około 70 milionów.

### Reakcja krytyków
Film spotkał się z pozytywną reakcją krytyków. W agregatorze recenzji Rotten Tomatoes 89% z 369 recenzji uznano za pozytywne, a średnia ocen wystawionych na ich podstawie wyniosła 7,70. Z kolei w agregatorze Metacritic średnia ważona ocen z 60 recenzji wyniosła 82 punkty na 100.